# Bala de ponta macia

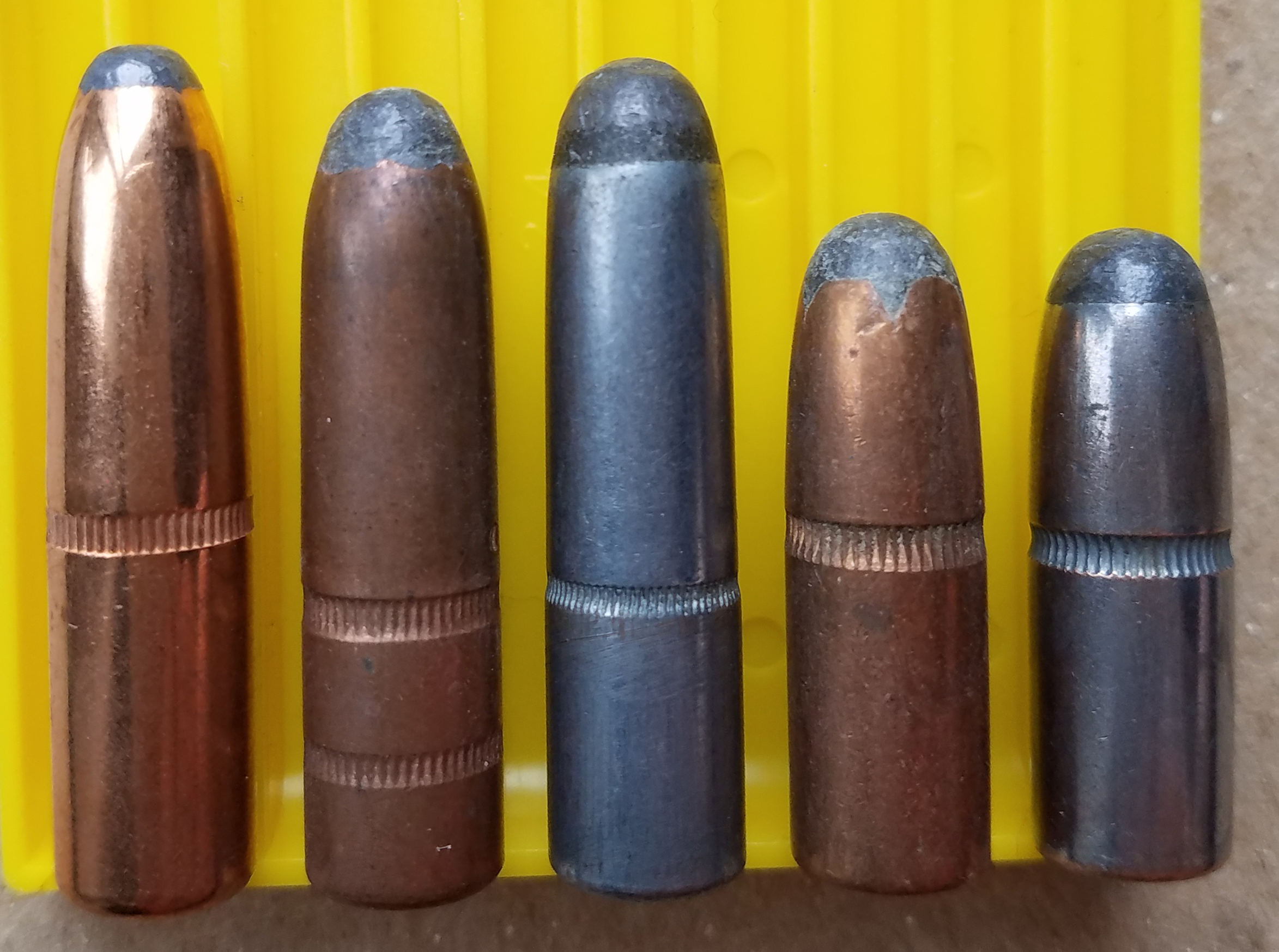
Exemplares de balas de ponta macia ("soft point bullets") em calibre .30.

Uma bala de ponta macia ("soft-point" ou "SP" em inglês) é um tipo de bala expansiva, "jaquetada" com um núcleo de metal macio envolto por uma capa de metal mais forte deixada aberta na ponta. 
Uma bala de ponta macia se destina a se expandir ao atingir a carne para causar um diâmetro de ferimento maior que o diâmetro original da bala. As balas de ponta macia jaquetadas geralmente são abreviadas como JSP (de "Jacketed Soft Point") na indústria de munições e recarga.

## Desenvolvimento

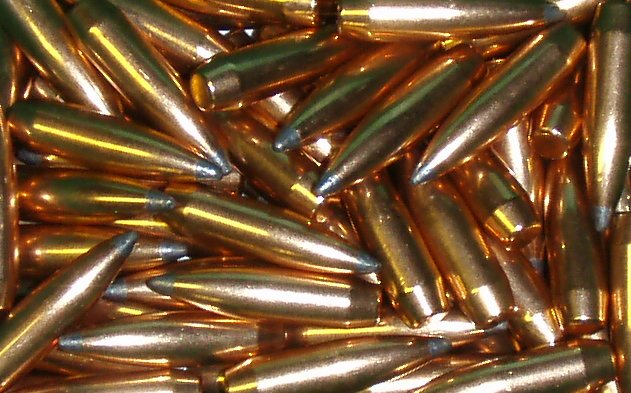
Modernas balas de ponta macia, "jaquetadas", do tipo "Spitzer".

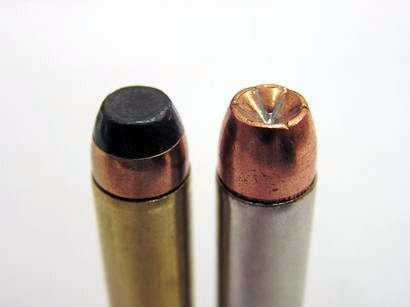
Uma bala "jaquetada" de de ponta macia JSP (esq.), e uma bala de ponta oca também "jaquetada" JHP (dir.)

As balas de liga de chumbo usadas com armas de pólvora negra eram insatisfatórias nas velocidades de saída de cano disponíveis em rifles carregados com propelentes de nitrocelulose como cordite. No final do século XIX, as balas de liga de chumbo eram colocadas dentro de uma "jaqueta" de aço macio mais forte ou liga de cobre com níquel ou zinco para conferir rotação estabilizadora confiável em canos estriados. O núcleo de liga de chumbo foi colocado dentro de um "copo" de metal mais forte cobrindo a frente e as laterais do núcleo, mas deixando parte do núcleo exposto na base da bala. A "jaqueta" pode ser descrita como um envelope de metal, um envelope de aço ou um envelope rígido; e a bala jaquetada pode ser descrita como revestida de metal.
Essas "balas jaquetadas"  disparadas por cartuchos de rifle modernos eram tipicamente de diâmetro menor do que as balas de liga de chumbo dos cartuchos de pólvora negra anteriores, e a jaqueta mais forte os tornava menos propensos a serem deformados durante o manuseio ou carregamento. A tendência das balas revestidas de passar por um animal com deformação ou expansão mínima foi percebida como uma forma mais humana de incapacitar soldados militares, mas foi considerada menos eficaz para matar animais caçados. Inverter a direção da colocação da jaqueta deixa o núcleo de liga de chumbo exposto na ponta dianteira da bala, criando uma bala de ponta macia.